# Графська пристань
Графська пристань — пам'ятка історії та архітектури у Севастополі. Розташована на західному березі Південної бухти, на площі Нахімова. Пристань зобов'язана назвою графу М. І. Войновичу, командувачу Чорноморським флотом Російської імперії у 1786—1790 роках, який причалював тут, приїжджаючи зі свого хутора на Північній стороні. Офіційна назва пристані — Катерининська — була маловживаною. 1925 року Катерининську пристань перейменували на пристань III Інтернаціоналу. У 1990-ті роки їй повернули історичну назву.

## Історія спорудження

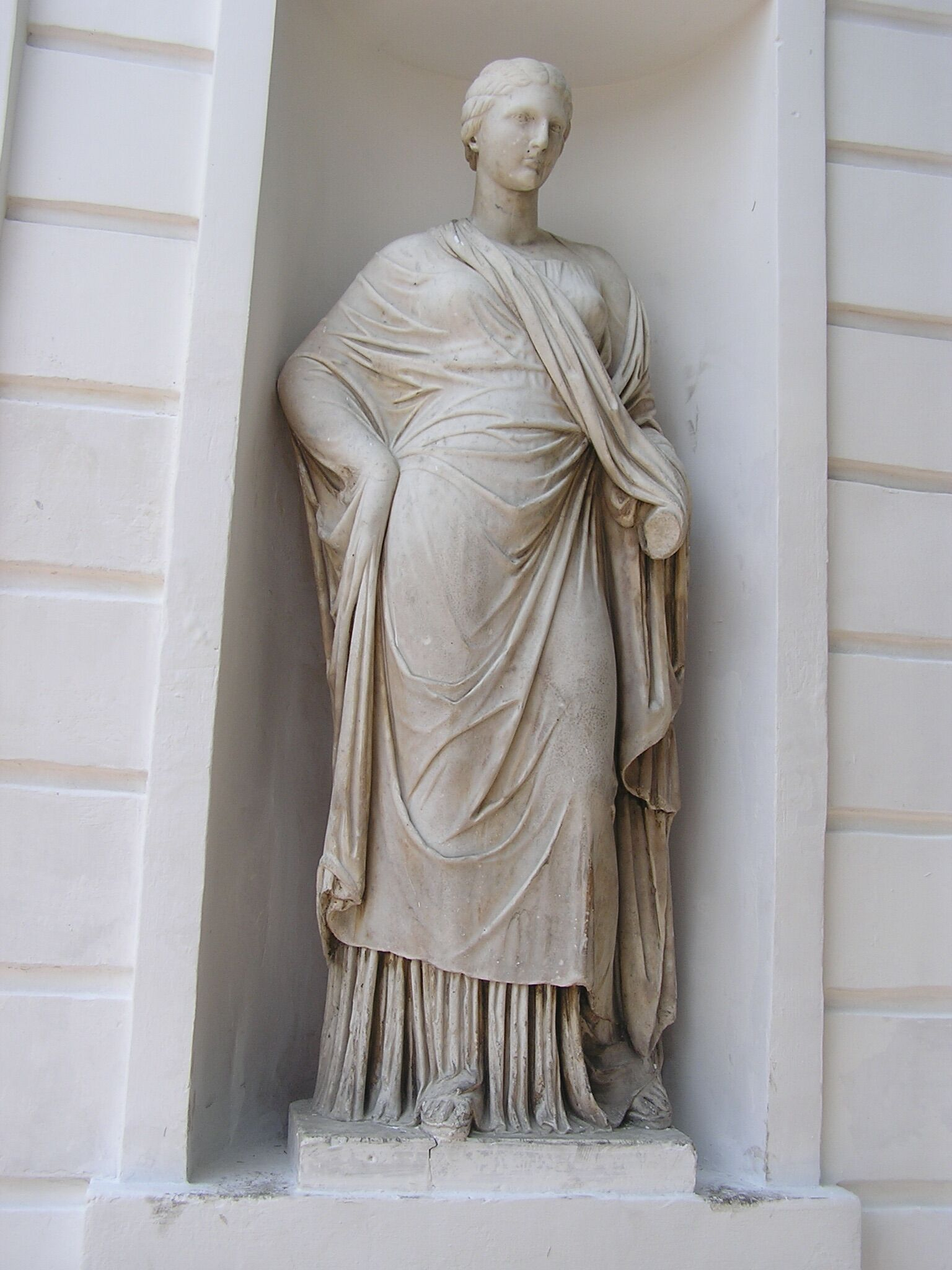

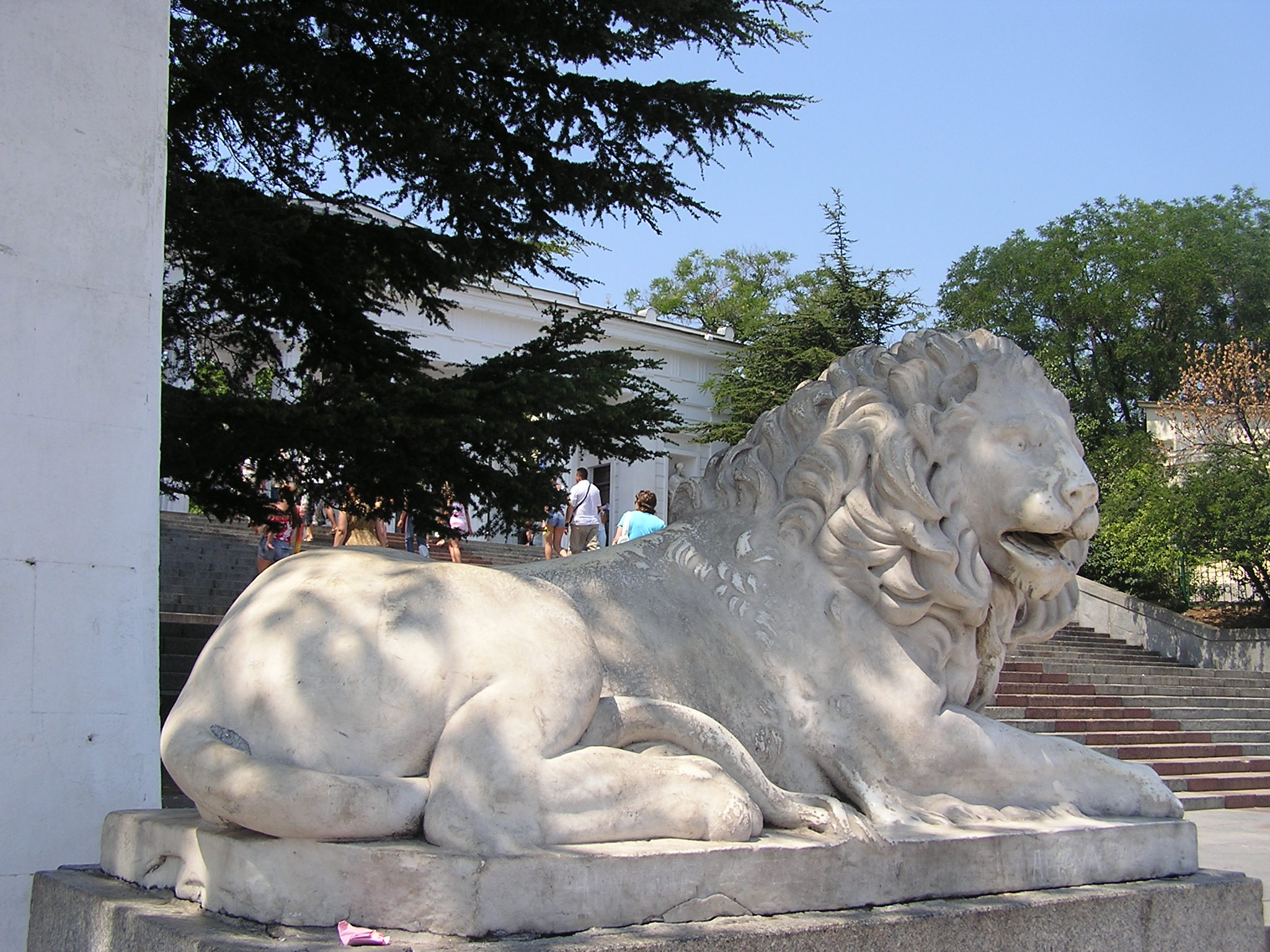

Графська пристань була побудована у 1780 р. як дерев'яний шлюпковий причал. 1787 року до приїзду в Севастополь Катерини II дерев'яні східці пристані були замінені кам'яними.
У 1846 році за проєктом інженер-полковника Джона Аптона, затвердженим у жовтні 1844 року, була побудована нова пристань як парадний вхід в Севастополь з боку моря. Здвоєна колонада доричного ордера утворює пропілеї, парадний вхід на пристань. Колони несуть антаблемент, увінчаний аттиком, на який нанесена дата спорудження. Перед колонадою чотирма пологими маршами до моря спускаються широкі парадні сходи, прикрашені мармуровими левами роботи італійського скульптора Фердінандо Пеллічіо. Графська пристань складена з інкерманського каменю.
У період оборони Севастополя російськими військами під час Кримської війни через Графську пристань проходило постачання всіх бастіонів боєприпасами та продовольством. У ніч на 26 серпня 1855 ворожа ракета підпалила баржу з порохом, яка стояла біля Графської пристані, що викликало вибух і значні руйнування.
Зруйнована у роки німецько-радянської війни, Графська пристань була відремонтована в післявоєнні роки. У 1968—1969 роках за проєктом архітектора В. М. Артюхова та інженера А. І. Михайленко був виконаний ремонт сходів, а у 1987—1988 роках була відреставрована колонада.

## Причал
Поруч з Графською пристанню знаходяться Портофлотські причали. Звідси вирушає головний маршрут міського катера на площу Захарова (Північна сторона). Також тут місце відправлення рейсів на селище Голландія та Інкерман, проте станом на травень 2022 вони тимчасово призупинені. З причалу традиційно вирушають прогулянкові туристичні рейси.

## Меморіальні дошки
На Графській пристані встановлено кілька меморіальних дощок.
- Перша нагадує про те, що 22 листопада 1853 на Графській пристані відбулась урочиста зустріч севастопольців з віцеадміралом П. С. Нахімовим після Синопської перемоги.
- Напис на другій говорить про те, що з цієї пристані 27 листопада 1905 лейтенант П. П. Шмідт відбув на крейсер «Очаків», щоб прийняти командування повсталими кораблями флоту.

У пам'ять про співвітчизників…

- Третя табличка «У пам'ять про співвітчизників, змушених покинути Батьківщину у листопаді 1920 року», встановлена про близько 150 тисяч осіб, у тому числі близько 70 тисяч солдатів і офіцерів, які змушені були залишити Батьківщину після розгрому кримської армії генерал-лейтенанта П. М. Врангеля.
- Четверта меморіальна дошка повідомляє про вигнання з міста німців та відновлення радянської влади: «9 травня 1944 над Графською пристанню штурмовим загоном моряків-чорноморців був поставлений військово-морський прапор на знак звільнення Севастополя від фашистських загарбників».
- Ще одна меморіальна плита говорить: «Тут, ведучи бій з противником, 12 листопада 1941 загинув крейсер „Червона Україна“». 31 жовтня 1941 крейсер став на артилерійську позицію, 12 листопада німецькі літаки атакували крейсер, в корабель потрапило шість бомб і попри дії екіпажу, майже через добу крейсер загинув.

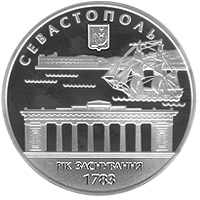
На ювілейній монеті НБУ присвяченій 225—річчю Севастополя